# Referendum nelle Isole Åland del 1919
Il referendum nelle Isole Åland del 1919 si tenne a giugno ed ebbe ad oggetto l'aggregazione dell'arcipelago alla Svezia.

## Storia
Il referendum fu organizzato dal Parlamento delle Åland e approvato con una votazione il 1º giugno. Prese la forma di una petizione nella quale i votanti potevano optare per il si o il no. Nonostante la proposta fosse stata approvata dal 95.48% dei votanti, le isole rimasero sotto il controllo della Finlandia a seguito di una decisione della Lega delle Nazioni intervenuta nel 1921.

## Risultati
| Scelta        | Voti   | %     |
| ------------- | ------ | ----- |
| Favorevoli    | 9.735  | 95,48 |
| Contrari      | 461    | 4,52  |
| Bianche/Nulle | ---    | ---   |
| Totale        | 10.196 | 100%  |